# مک‌فال (میزوری)
مک‌فال (به انگلیسی: McFall) یک شهر در ایالات متحده آمریکا است که در شهرستان جنتری، میزوری واقع شده‌است. مک‌فال ۰٫۸۰ کیلومتر مربع مساحت و ۹۳ نفر جمعیت دارد و ۳۰۴ متر بالاتر از سطح دریا واقع شده‌است.